# La mujer en las epístolas de Pablo de Tarso

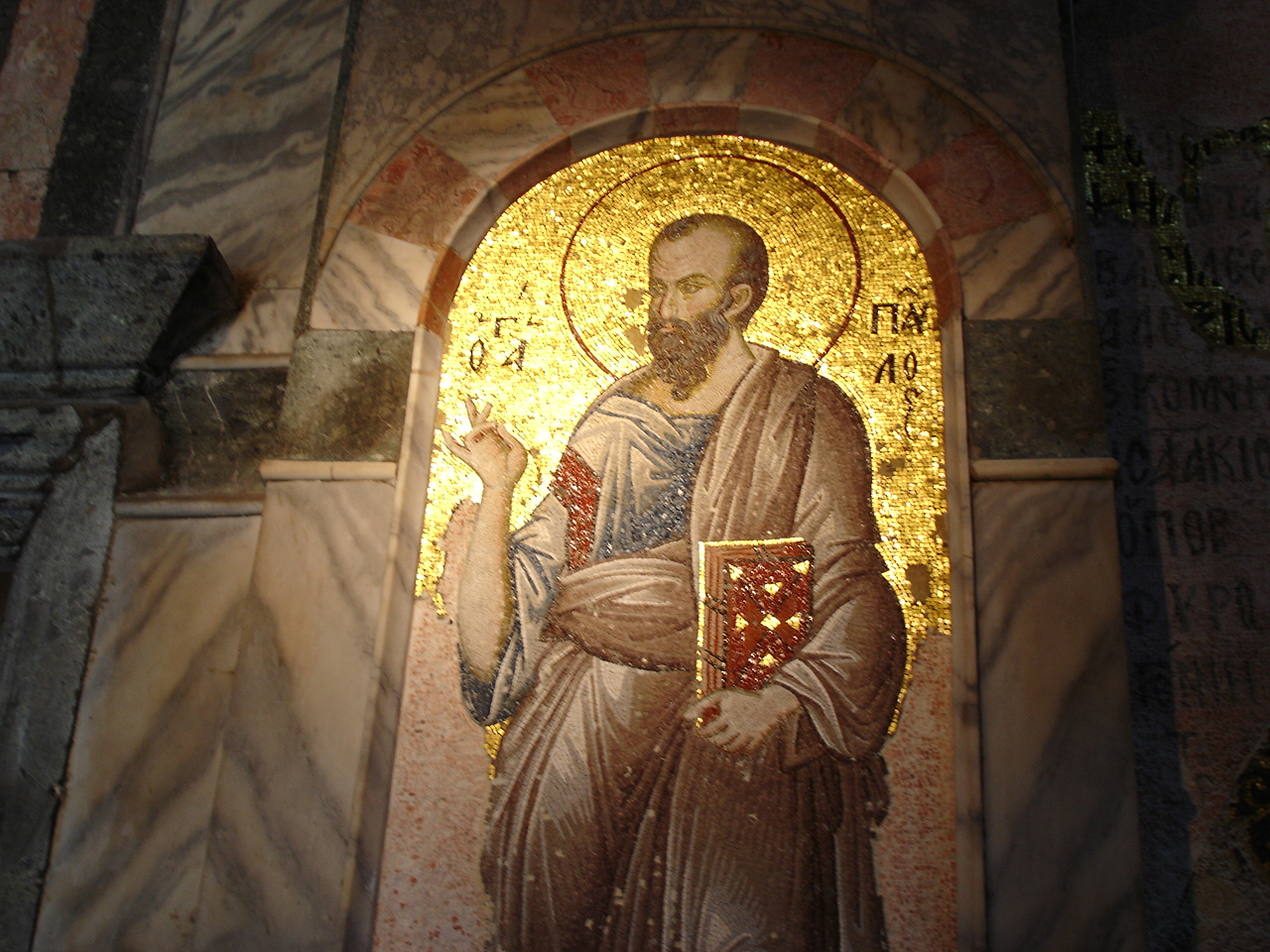
Mosaico bizantino que representa a San Pablo con un códice (libro) bajo su brazo izquierdo, que simboliza el corpus de sus epístolas. San Salvador en Chora, en Estambul.

El tema de la mujer en las epístolas de Pablo de Tarso constituye una materia de importancia en el debate teológico, antropológico y eclesiológico contemporáneo acerca del papel de la mujer en el cristianismo primitivo y en la Iglesia, porque las epístolas paulinas auténticas, escritas apenas 20-25 años después de la muerte de Jesús de Nazaret, y probablemente antes incluso de la redacción de los evangelios en su versión definitiva conocida hoy, forman parte de la documentación más antigua del Nuevo Testamento por lo que resultan una fuente ineludible en cualquier análisis sobre los inicios del cristianismo.
A partir de la investigación de los textos estrictamente paulinos y comparando con referencias que reflejan la posición que ocupaba la mujer en la sociedad judía y romana del siglo I, surge que el apóstol san Pablo valoró el papel cualificado que desempeñaron muchas mujeres por él conocidas en el marco de las primeras comunidades cristianas. El pensamiento del Apóstol mostró además en qué sentido superó la distinción de los sexos, que para él quedó abolida de la misma forma que las divisiones de orden racial o social: «Ya no hay varón ni mujer, todos sois uno en Cristo Jesús» (Epístola a los gálatas 3,28).

## Reseña sobre la situación de la mujer en elsigloI

### En la sociedad judía
Existe abundante literatura que permite afirmar que, en las culturas de Oriente en general y en la judía en particular, la mujer del siglo I no participaba en la vida pública. Debía pasar inadvertida en público y las reglas de la buena educación prohibían encontrarse a solas con una mujer, mirar a una mujer casada e incluso saludarla. La mujer no tenía acceso al estudio de la Escritura, se la recluía en un patio especial para ellas en el templo –el llamado «atrio de las mujeres»–, y en la sinagoga debía limitarse a escuchar. Su condición se refleja en la siguiente descripción:

La mujer judía de los tiempos de Jesús: sin derechos, en eterna minoría de edad, repudiada por su marido, confinada en la casa y con muy escasas posibilidades de mantener contactos sociales, alejada del templo en determinados días a causa de las leyes de pureza ritual, y relegada en todo momento a un recinto especialmente señalado para ella en el templo y fuera del atrio de la casa de Israel, sin derecho a la enseñanza de la ley, y por tanto incapaz de merecer; la mujer judía, pobre, pecadora y pequeña, se encontraba en una situación que la constituía en un paradigma de marginación.
Esperanza Bautista

En la cultura judía resultaba preferible que la mujer joven no saliese de la casa antes de su matrimonio, o incluso después, tal lo señalado en la primera mitad del siglo I por el filósofo Filón de Alejandría.

Mercados, consejos, tribunales, procesiones festivas, reuniones de grandes multitudes de hombres, en una palabra: toda la vida pública, con sus discusiones y sus negocios, tanto en la paz como en la guerra, está hecha para los hombres. A las mujeres les conviene quedarse en casa y vivir retiradas. Las jóvenes deben estarse en los aposentos retirados, poniéndose como límite la puerta de comunicación (con los aposentos de los hombres), y las mujeres casadas, la puerta del patio como límite.
Filón de Alejandría, De specialibus legibus III, § 169

Además, Filón comentó que también las mujeres judías de Alejandría estaban recluidas: «no sobrepasan la puerta del patio. En cuanto a las jóvenes, están confinadas en los aposentos de las mujeres y evitan por pudor la mirada de los hombres, incluso de los parientes más cercanos» (In Flaccum 11, § 89.).
Las mujeres israelitas adolescentes también podían ser sujetas a transacciones de compra-venta:

[...] se podían vender también las muchachas israelitas, pero únicamente las menores y sólo hasta la edad de doce años. En virtud de Éxodo 21:7, la patria potestas concedía al padre el derecho de vender a sus hijas menores a un judío. En la práctica, la venta de una hija menor significaba la mayoría de las veces que estaba destinada a convertirse más tarde en mujer del comprador o de su hijo.
Joachim Jeremias

### En la sociedad romana

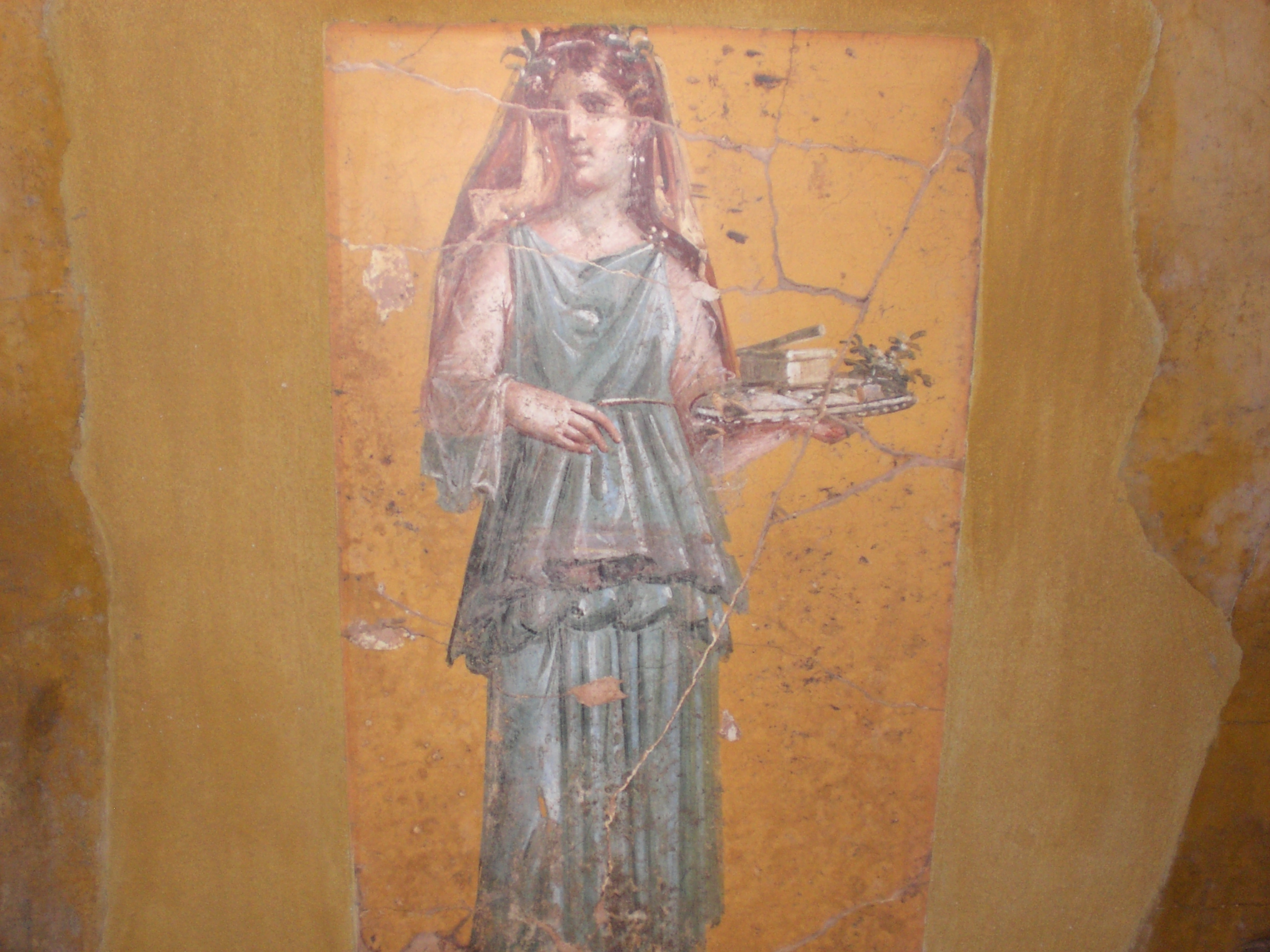
Fresco que representa a una mujer con bandeja, en Villa San Marco, en Estabia. Si bien la mujer de la aristocracia romana participaba de actividades sociales, casi no tuvo acceso a los principales officia virilia.

Las mujeres pertenecientes a la aristocracia romana y económicamente independientes tenían acceso a la cultura y podían participar en actividades propias de la vida social y comercial. Sin embargo, la mujer romana en general estuvo privada de los derechos conferidos a los varones, sin acceso a los principales officia virilia. La expresión latina refería a aquellos cargos, empleos u ocupaciones que se consideraban propios del varón, es decir, que detentaban carácter viril o masculino. Las mujeres estaban inhabilitadas no sólo para participar directamente en el gobierno del Estado, sino para desarrollar cualquier tarea «viril».

¡Cuánta infelicidad en la ciudad en la que las mujeres ocupen los officia de los hombres!
Marco Tulio Cicerón (106 a. C.-43 a. C)

Para ello se promulgó un conjunto de prohibiciones que inhibían la participación de la mujer en la vida militar, política, o  religiosa, con lo que se evitó que la mujer asumiera officia publica que implicaban responsabilidades para el conjunto de la sociedad. Más que una virtud, los romanos consideraban el «callar» como un deber para las mujeres.
La costumbre de que la mujer romana no pudiera desempeñar officia publica permaneció en los siglos siguientes. Ejemplo de ello es la mención por parte del jurista romano Paulo, quien ejerció su carrera a fines del siglo II y comienzos del siglo III, de que las mujeres —junto con los esclavos— no podían detentar el cargo de juez en razón de las costumbres.

Más no todos pueden ser nombrados jueces por aquéllos que tienen poder para nombrar juez. A algunos les es vetado por la ley ser jueces, a otros por la naturaleza y a otros por las costumbres: por la naturaleza al sordomudo; también al enfermo mental incurable y al impúber, ya que carecen de juicio; la ley lo impide al que fue expulsado del senado; las costumbres, a las mujeres y a los esclavos, y no por carecer de juicio, sino porque está admitido por la costumbre que no pueden desempeñar funciones civiles.
Julius Paulus Prudentissimus (Paulo)
D. 5,1,12,2 (Paulus libro septimo decimo ad edictum)

Las mujeres romanas estaban presentes en la mayoría de los festivales y ceremonias del culto. Algunos rituales requerían específicamente la presencia de la mujer, pero su participación activa era limitada. Por regla general, las mujeres no realizan sacrificios de animales, rito central de la mayoría de las ceremonias públicas más importantes. Además de los ritos realizados por las vestales, cuyo contado número habría variado en el tiempo entre dos y seis, existían ciertas prácticas de culto reservadas sólo para mujeres: tal el caso de los ritos de la Bona Dea en los que solo las mujeres tomaban parte. Con todo, los cultos familiares eran presididos por el pater familias, quien además decidía si su hija debía permanecer bajo su poder o si pasaría a ser tutelada por otro hombre. La religión se transmitía a través de los varones, y el pater familias hacía las veces de sumo sacerdote en el hogar.

### En el cristianismo de origen

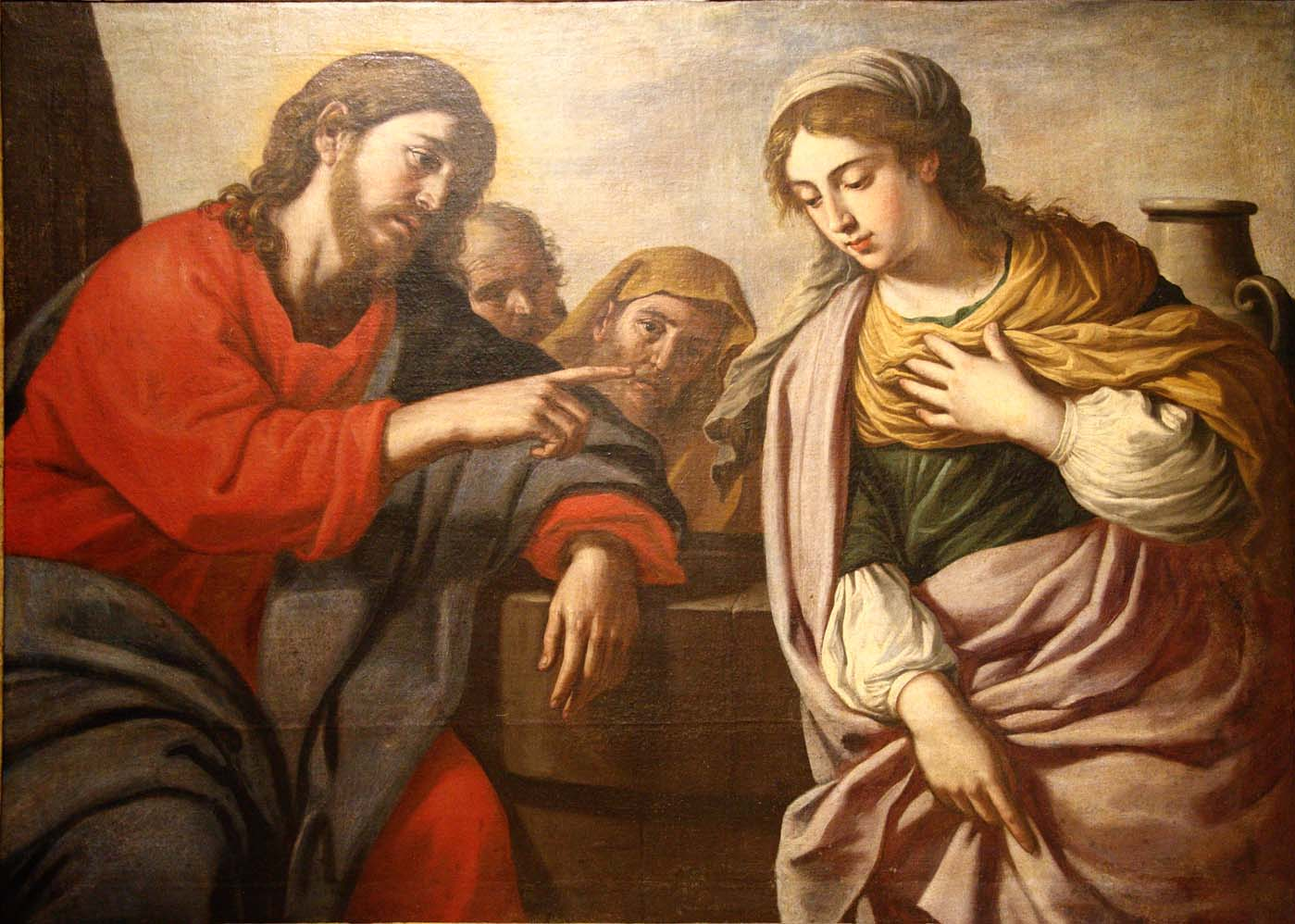
Cristo y la mujer samaritana, obra de Stefano Erardi, expuesta en el National Museum of Fine Arts, Valletta, Malta. Una amplia variedad de textos neotestamentarios tienen a mujeres como figuras destacadas.

A diferencia del ambiente propio de su época, los estudiosos bíblicos Stagg y Stagg (1978) y Bilezikian (1989) no encuentran ningún caso registrado donde Jesús de Nazaret haya deshonrado, menospreciado o estereotipado a una mujer. Por el contrario, en los evangelios canónicos se registran muchos ejemplos de las actitudes de Jesús hacia las mujeres y de la forma en que repetidamente las liberó y afirmó, resistiendo los contextos imperantes que hacían de la mujer un objeto. Jesús enfatizó la valoración de las mujeres a través de su estima por ellas, tanto en su vida como en su enseñanza; reconoció la igualdad intrínseca de los varones y de las mujeres, mostró continuamente el valor y la dignidad de mujeres como personas, y valoró su compañerismo, oraciones, servicio, apoyo financiero y testimonio.
Desde el comienzo de la Iglesia cristiana primitiva, las mujeres fueron miembros relevantes del movimiento aunque algunos autores sostienen que buena parte de la información referida a la participación de las mujeres en el Nuevo Testamento no fue suficientemente considerada. Los investigadores han iniciado la búsqueda en mosaicos, frescos e inscripciones de la época con el fin de obtener más información acerca de los roles de la mujer en la Iglesia primitiva. Otros autores sugieren que una amplia variedad de textos neotestamentarios destacan el papel que tuvieron las mujeres, tanto en vida de Jesús de Nazaret como en las primeras comunidades. Según Joseph Ratzinger, se trata de «[...] numerosas figuras femeninas que desempeñaron un papel efectivo y valioso en la difusión del Evangelio. [...] En el ámbito de la Iglesia primitiva la presencia femenina tampoco fue secundaria». Además de María, madre de Jesús, aparecen numerosas personalidades femeninas en los Evangelios, como por ejemplo, el grupo de miróforas que le siguieron durante su ministerio, estuvieron al pie de la cruz, y fueron testigos de su Resurrección. Sin embargo, se debe a Pablo de Tarso una documentación más amplia sobre la dignidad y el papel eclesial de la mujer.

## Mujeres mencionadas por Pablo de Tarso en sus epístolas
En la Epístola a los filipenses, Pablo mencionó a Evodia y Síntique, dos mujeres cristianas principales que habían defendido junto a él el evangelio (Filipenses 4:2-3).
La Epístola a los romanos brinda un panorama bastante detallado de la misión apostólica de Pablo de Tarso, e indica que entre sus colaboradores se contaban muchas mujeres. En la profusa lista de aquellos a quienes se envían saludos en Romanos 16:3-15 aparece un amplio número de colaboradores de Pablo durante su misión en Éfeso, entre los que se mencionan expresamente hasta nueve mujeres. Más aún, Pablo tomó como sitio central de su misión al hogar, lugar donde más sobresalía la tutela de la mujer. Eso coadyuvó a que las comunidades cristianas paulinas se distinguieran por un carácter típicamente familiar.

### Elogio a Febe
Pablo elogió a Febe, probable portadora de la Epístola a los romanos, por su trabajo como diaconisa:

Os recomiendo a Febe, nuestra hermana, diaconisa de la Iglesia de Cencreas. Recibidla en el Señor de una manera digna de los santos, y asistidle en cualquier cosa que necesite de vosotros, pues ella ha sido protectora de muchos, incluso de mí mismo.
Pablo de Tarso, Epístola a los romanos 16,1-2

### Elogio a Junia

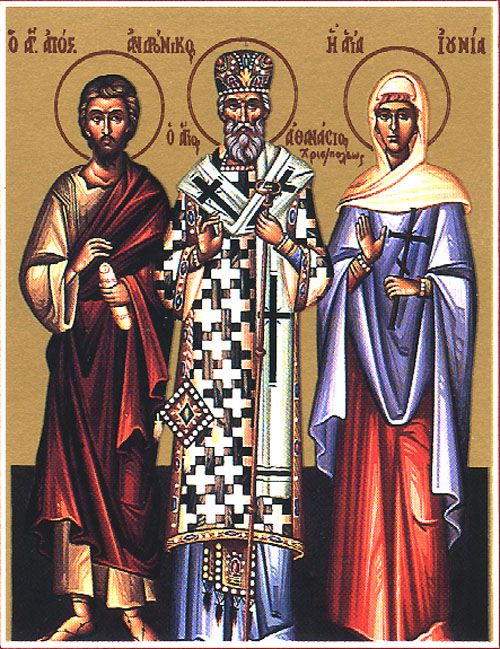
Representación de Andrónico, Atanasio y Junia

Otro ejemplo muy estudiado es el caso de Junia o Junias (Romanos 16:7), de quien la mayoría de los comentarios de los Padres de la Iglesia y de otros teólogos antiguos consideran se trata de un personaje femenino. Si bien existen teólogos modernos que consideran que Junias es un nombre masculino, Benedicto XVI también lo incluyó entre los nombres de mujer:

[...] el Apóstol, con gran delicadeza, recuerda otros nombres de mujeres: una cierta María, y después Trifena, Trifosa, Pérside, «muy querida», y Julia, de las que escribe abiertamente que «se han fatigado por vosotros» o «se han fatigado en el Señor» (Romanos 16,5.12a.12b.15), subrayando así su intenso compromiso eclesial.
Joseph Ratzinger

De Junia o Junias, Pablo de Tarso dice que era «ilustre entre los apóstoles» y que llegó a Cristo antes que él. Otros autores proponen que Pablo significó que era «bien conocida por los apóstoles».

### Elogio a Priscila
Otra personalidad notable mencionada por Pablo es Priscila o Prisca, mujer de Áquila. Los Hechos de los Apóstoles sugieren que estos esposos mantuvieron una gran amistad con Pablo, al punto que fueron capaces de levantar su tienda y partir con él desde Corinto a Éfeso y luego ir a Roma —de donde habían sido exiliados previamente por un edicto del emperador Claudio— para preparar la llegada del Apóstol. En Éfeso fueron ellos quienes, en una intervención riesgosa, habrían logrado la liberación de Pablo, lo que justificó el encomio del Apóstol:

Saluden a Prisca (Priscila) y Áquila, colaboradores míos en Cristo Jesús. Ellos expusieron sus cabezas para salvarme. Y no solo les estoy agradecido yo, sino también todas las Iglesias de la gentilidad.
Pablo, Epístola a los romanos 16,3-4

Tanto el texto de Romanos 16:3-4 como varias de las referencias que de Priscila se hacen en el libro de los Hechos de los Apóstoles (Hechos 18:18; Hechos 18:26) y en la Segunda epístola a Timoteo (2Timoteo 4:19) se la cita en primer lugar antes que a su marido, por lo que algunos estudiosos llegan a sugerir que ella sería la cabeza de la unidad familiar. En realidad, el orden de citación no es uniforme, porque en otro lugar Pablo nombra a Priscila en segundo término, después de su esposo (1Corintios 16:19), y lo mismo sucede en el libro de los Hechos (Hechos 18:2, Hechos 18:26). Esto sugiere un orden de mención indistinto, quizá sobre la base de un principio de igualdad en la dignidad del varón y de la mujer, propugnado en las comunidades paulinas.

## La mujer en la Primera epístola a los corintios

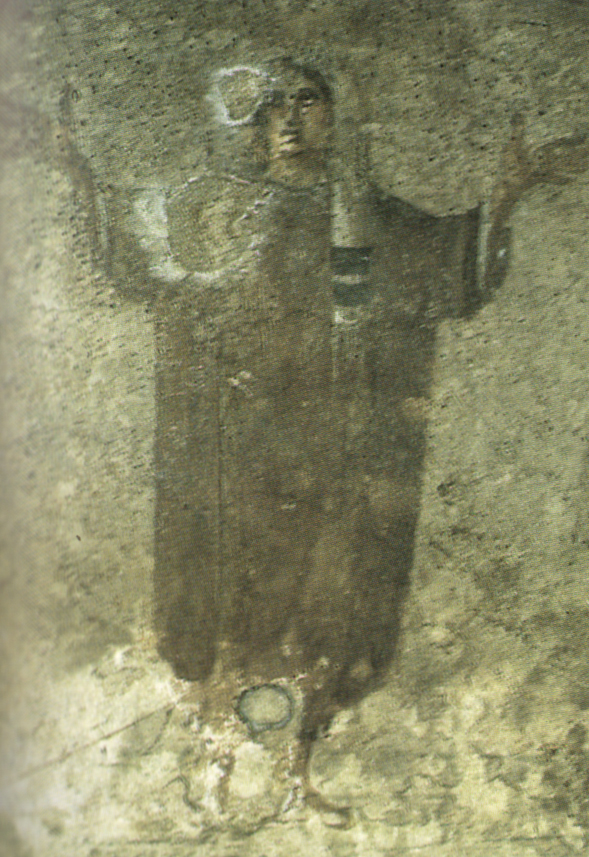
Mujer orante con velo, Catacumbas de Priscila, Roma.

Según Giancarlo Biguzzi, el movimiento feminista acusó en el pasado a ciertos textos y escritores bíblicos de mantener una posición hostil hacia las mujeres, y a Pablo de Tarso de ser misógino y antifeminista.
Varios pasajes que aluden a las mujeres se encuentran en la Epístola a los efesios y en las llamadas cartas pastorales (particularmente la Primera epístola a Timoteo) pero en la actualidad esos escritos son considerados por la mayoría de los estudiosos como epístolas pseudoepigráficas o deuteropaulinas, redactadas probablemente por otros autores, con lo que pueden ser útiles para el análisis de la variedad de concepciones presentes en el cristianismo primitivo, más que del pensamiento propio del Apóstol.
En el contexto actual, los textos paulinos más controvertidos serían dos pasajes: 1 Corintios 11,2-16, que hace referencia al atavío de las mujeres, y 1 Corintios 14,34-36, que indica que las mujeres han de permanecer en silencio en las asambleas. 

### 1 Corintios 11,2-16
La mayoría de los estudiosos en temas paulinos considera a 1Corintios 11:2-16 como un pasaje de difícil comprensión, e incluso en apariencia contradictorio. Esto, debido a que al comienzo señala:

[...] quiero que sepáis que la cabeza de todo hombre es Cristo; y la cabeza de la mujer es el hombre; y la cabeza de Cristo es Dios.
1 Corintios 11,3

Pero más adelante indica:

Por lo demás, ni la mujer sin el hombre, ni el hombre sin la mujer, en el Señor. Porque si la mujer procede del hombre, el hombre, a su vez, nace mediante la mujer. Y todo proviene de Dios.
1 Corintios 11,11-12

Según Murphy-O’Connor, la idea central de Pablo es la diferenciación entre varones y mujeres, no el dominio de los unos sobre las otras. La Biblia de Jerusalén señala que la argumentación de Pablo está en íntima dependencia de las costumbres con las que está habituado, lo cual relativiza sus conclusiones. En el mismo sentido, Barbablio sugiere que, «si los dos sexos son diferentes, y de hecho lo son por creación y naturaleza, (para Pablo) tal diversidad debe traducirse en lo exterior». Vidal indica que en realidad se trataba de un problema gestual, porque la comunidad corintia equiparaba su celebración con otras celebraciones religiosas de su ambiente pagano, por lo cual Pablo no estaría proponiendo el dominio del varón sobre la mujer, sino evitar ciertas costumbres propias del mundo helenista. En su explicación, Pablo habría cortado varias veces su argumentación hasta dar por válido solamente el principio sobre la igualdad de rango entre el varón y la mujer (1Corintios 11:11-12) y la práctica de las comunidades (1Corintios 11:16).
Por su parte, la filósofa Edith Stein señaló que el pasaje se relaciona con las costumbres de la época en que Pablo vivió, por lo cual no resulta vinculante para todos los tiempos:

No seguiríamos demasiado de cerca al apóstol si decimos que en esta instrucción a los corintios están mezclados lo divino y lo humano, lo eterno y lo temporal. El corte del cabello y la vestimenta pertenecen al terreno de las costumbres, como el mismo san Pablo dice en la conclusión de este pasaje: «Con todo, si alguno quiere discutir, sepa que ni nosotros ni las Iglesias de Dios tenemos tal costumbre» (1 Corintios 11,16). Si, en lo relativo al modo en que debieran vestirse las mujeres de Corinto para asistir al servicio divino, su decisión era vinculante para la comunidad fundada por él, sin embargo con eso no se dice que hubiese de ser válida para todos los tiempos.
Edith Stein

### 1 Corintios 14,34-36
Respecto de 1Corintios 14:34-36, se estima con frecuencia que no es un frase genuinamente paulina, sino que se trata de una interpolación posterior. En cualquier caso, la totalidad de la Primera epístola a los corintios parece ofrecer un conjunto diferente al de esos versículos aislados.

Una aproximación a la evidencia bíblica es el estudiar los textos explícitos que se refieren respectivamente a la igualdad y a la subordinación de las mujeres en la sociedad y en el culto. No estoy convencido de la utilidad de tal estudio, puesto que en cualquier texto que apunta en una dirección, existe de ordinario un texto contrario. [...] Si 1Corintios 14:34 manda que las mujeres deben guardar silencio en las iglesias, 1Corintios 11:5 reconoce la costumbre de que las mujeres oren y profeticen y la profecía se halla en el rango de los carismas en el segundo lugar después del apostolado (1Corintios 12:28) hasta el punto de que Efesios 2:20 supone que la Iglesia, la casa de Dios, se halla establecida y fundada por apóstoles y profetas.
Raymond E. Brown

Benedicto XVI señala que «[...] hay que relativizar la sucesiva y conocida exhortación: "Las mujeres cállense en las asambleas"(1Corintios 14:34)», ya que Pablo de Tarso admitía como algo normal que en la comunidad cristiana la mujer pudiera profetizar (1Corintios 11:5), es decir, hablar abiertamente bajo el influjo del Espíritu.

## La mujer en la Epístola a los gálatas

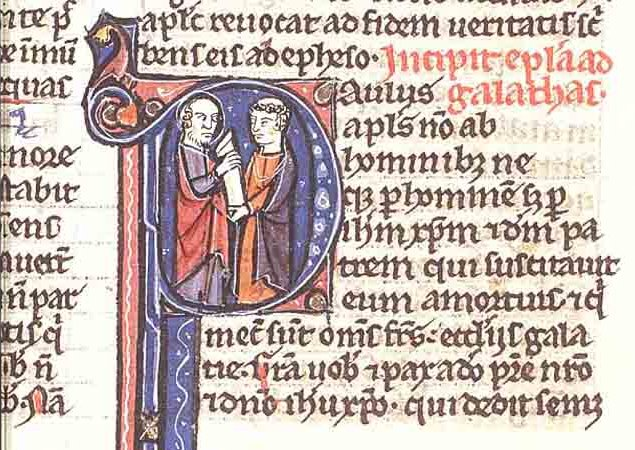
Comienzo de la Epístola a los gálatas, en un manuscrito ilustrado que se utilizó en la liturgia.

En un versículo de la Epístola a los gálatas, Pablo de Tarso expone las consecuencias raciales y religiosas, sociales y humanas del mensaje que predica:

Ya no hay judío ni griego;
 ni esclavo ni libre;
 ni hombre ni mujer,
 ya que todos vosotros sois uno en Cristo Jesús.
Pablo de Tarso, Epístola a los gálatas 3,28

En expresión de Joseph A. Fitzmyer, «este versículo constituye el punto culminante de la carta de Pablo». Los análisis de este versículo son abundantísimos. Con todo, el marco histórico-cultural en que Pablo lo escribió parece un elemento necesario para su comprensión. Juan Leal lo expuso así:

Recuérdese la división enorme que existía en el mundo del evangelio. De un lado estaban los judíos; de otro, los griegos, que eran los gentiles civilizados: de un lado, los hombres libres y de otro, el ejército inmenso de los esclavos, que no eran personas; de un lado, el marido, y de otro, la mujer, que era comprada.
Juan Leal

El teólogo alemán Gerd Theissen señaló que solo se puede medir la dimensión del avance que este versículo significó en el siglo I si se consideran las diferencias sociales que menciona.